# Rozivka, Mîhailivka
Rozivka (în ucraineană Розівка) este un sat în așezarea urbană Prîșîb din raionul Mîhailivka, regiunea Zaporijjea, Ucraina.

## Demografie
Componența lingvistică a localității Rozivka
     Ucraineană (93,02%)
     Rusă (6,98%)
Conform recensământului din 2001, majoritatea populației localității Rozivka era vorbitoare de ucraineană (93,02%), existând în minoritate și vorbitori de rusă (6,98%).